# Chapelle-Hugon
Chapelle-Hugon é uma comuna francesa na região administrativa do Centro, no departamento Cher. Estende-se por uma área de 15,83 km². Em 2010 a comuna tinha 390 habitantes (densidade: 24,6 hab./km²).